# Pselaphelia kitchingi
Pselaphelia kitchingi is een vlinder uit de familie nachtpauwogen (Saturniidae). De wetenschappelijke naam van deze soort is voor het eerst geldig gepubliceerd in 2007 door Philippe Darge.
De soort komt voor in het Afrotropisch gebied.

## Type
- holotype: "male. XII.2004. Local collector. genitalia preparation no. AT 671 Ph. Darge"
- instituut: Collectie Philippe Darge, Clénay in Frankrijk
- typelocatie: "Tanzania, Morogoro Region, Monts Uluguru, Bondwa Plateau, 2000 m"

1. ↑  Darge, P., 2007: A new montane species close to Pselaphelia mariaetheresae Darge, 2002 (Lepidoptera, Saturniidae). Nouvelle Revue d'Entomologie 23(2): 147-150.